# Avellana de la Selva
S'anomena avellana de la Selva a l'avellana conreada a la comarca de la Selva.
La varietat més utilitzada és la negreta, però se n'utilitzen de més antigues com són el garrofí, el grifoll, el pinyolenc i de més noves d'origen italià. Se solen consumir crues, torrades, fregides o salades, o bé com a ingredient de pastissos, gelats, salses...
A causa de la crisi de la fil·loxera, es va començar a cultivar a les explotacions agràries de la comarca de la Selva al segle xix, concretament a les zones de secà de les terres altes de Sant Climent, Costa de Sant Martí Sacalm, etc. A mitjan segle xx passa a terres més fèrtils, la producció s'intensifica tot transformant terres a regadiu i es produeix la substitució generalitzada de les varietats utilitzades per la varietat negreta.
Es conrea principalment al municipi de Brunyola i Sant Martí Sapresa, on anualment se celebra la fira de l'avellana des del 1995. Però també hi ha camps als municipis de la Cellera de Ter, Amer, les Planes, Sant Julià del Llor i Bonmatí, Vilobí d'Onyar, Santa Coloma de Farners, Sils i Vidreres. La collita es fa a l'agost i al setembre.